# Juan Ignacio Basaguren
Juan Ignacio Basaguren García (* 21. Juli 1944) ist ein ehemaliger mexikanischer Fußballspieler, der meistens im Mittelfeld eingesetzt wurde. Nach seiner aktiven Laufbahn arbeitete er unter anderem als Fußballkommentator.

## Biografie

### Verein
Ignacio Basaguren ist baskischer Abstammung. Er begann seine Karriere beim baskischen Verein Centro Vasco in der Liga Española de Fútbol de México, einer Amateurliga von Mexiko-Stadt und Umgebung. Von dort schaffte er den Sprung in die mexikanische Profiliga, wo er (nachweislich mindestens zwischen 1967 und 1973) für den damals noch in der Hauptstadt ansässigen CF Atlante spielte und sich zu einem echten Symbol dieses Vereins entwickelte.

### Nationalmannschaft
Sein Debüt in der mexikanischen Nationalmannschaft gab Basaguren in einem Freundschaftsspiel gegen Chile (3:1), das am 27. August 1968 ausgetragen wurde.
Höhepunkt seiner Nationalmannschaftskarriere war die Teilnahme an der im eigenen Land ausgetragenen Fußball-Weltmeisterschaft 1970, bei der er in zwei Vorrundenspielen zum Einsatz kam. Zunächst wurde er in der 76. Spielminute gegen El Salvador eingewechselt und erzielte bereits nach sieben Minuten den Treffer zum 4:0-Endstand, womit Basaguren der erste Einwechselspieler bei einer Fußball-Weltmeisterschaft war, dem ein Tor gelang. Im nächsten Vorrundenspiel gegen Belgien (1:0) ersetzte er Stürmer Javier Valdivia in der 53. Minute. Es war zugleich sein letzter Länderspieleinsatz.